# اريك لارسن
اريك لارسن (بالإنجليزية: Eric Larsen)‏ هو مستكشف أمريكي، ولد في 1971 في سيداربورغ في الولايات المتحدة.